# Wedding Date
Wedding Date är en amerikansk film från 2005 som regisserades av Claire Kilner. 

## Handling
Kat är bosatt i USA men när hennes syster ska gifta sig får hon resa till England. Brudgummens best man är olyckligtvis Kats expojkvän så för att göra honom svartsjuk hyr hon in en eskort. Men saker blir inte riktigt som hon tänkt sig. 

## Rollista
- Kat Ellis - Debra Messing
- Nick Mercer - Dermot Mulroney
- Amy Ellis - Amy Adams
- Edward - Jack Davenport
- T.J. - Sarah Parish
- Jeffrey - Jeremy Sheffield
- Viktor Ellis - Peter Egan
- Bunny - Holland Taylor